# جامعة دوكويسن
جامعة دوكويسن /duːˈkeɪn/ أو /djuːˈkeɪn/) هي جامعة خاصة وبحثيّة في بيتسبرغ، بنسلفانيا. أسسها أعضاء من مجمع الروح القدس، افتتحت دوكويسن لأول مرة باسم كلية بيتسبرغ الكاثوليكية للروح القدس في أكتوبر 1878 مع تسجيل 40 طالبًا وهيئة من ستة. في عام 1911، أصبحت الكلية أول مؤسسة كاثوليكية على مستوى الجامعة في ولاية بنسلفانيا. إنها مؤسسة سبيريتان الوحيدة للتعليم العالي في العالم. تم تسميتها على اسم حاكم القرن الثامن عشر لفرنسا الجديدة، ميشيل أنجي دوكين دي مينفيل. توسَّعت دوكويسون منذ ذلك الحين لتشمل أكثر من 9300 من طلاب الدراسات العليا والجامعيين ضمن مساحة 49 أكر (20 ها) الحرم الجامعي على قمة تل في حي بلاف في بيتسبرغ. تحتفظ المدرسة بحرم جامعي مشارك في روما وتضم عشر مدارس دراسية. تستضيف الجامعة طلابًا دوليين من أكثر من 80 دولة على الرغم من أن معظم الطلاب - حوالي 80٪ - هم من ولاية بنسلفانيا أو المنطقة المحيطة. تم تصنيف دوكويسن ضمن «R2: جامعات الدكتوراه - نشاط بحثي عالي». هناك أكثر من 93000 من خريجي الجامعة على قيد الحياة  بما في ذلك اثنان من الكرادلة وأسقف بيتسبرغ الحالي. تُافس دوكويسن دوقات في عددٍ من رياضات القسم الأول بما في ذلك كرة السلة للرجال حيث يُشارك فريقها في مباريات البطولة الوطنية منذ خمسينيات القرن الماضي وفازت بالبطولة في عام 1955.

## التاريخ

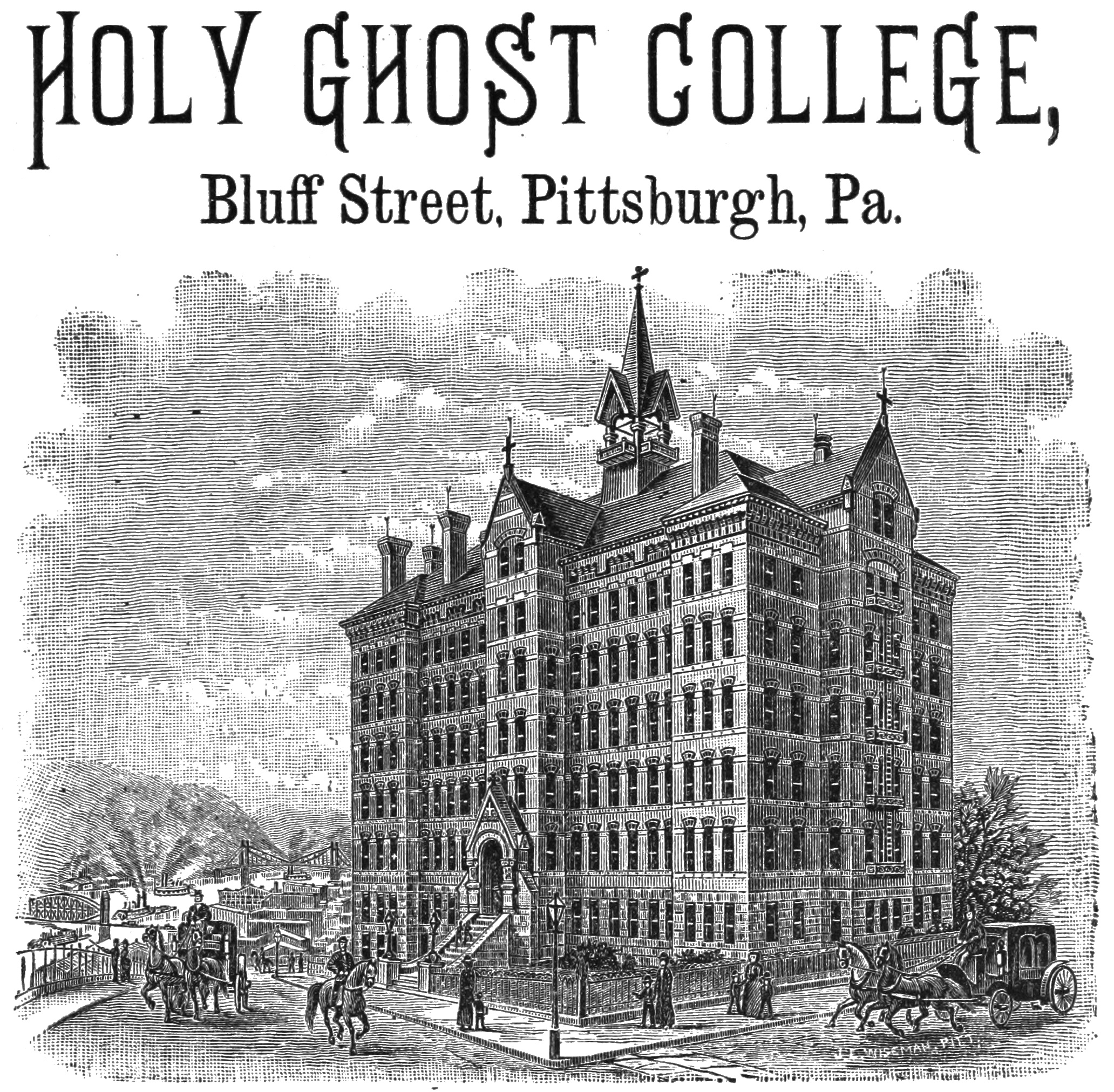
كلية الروح القدس، 1888

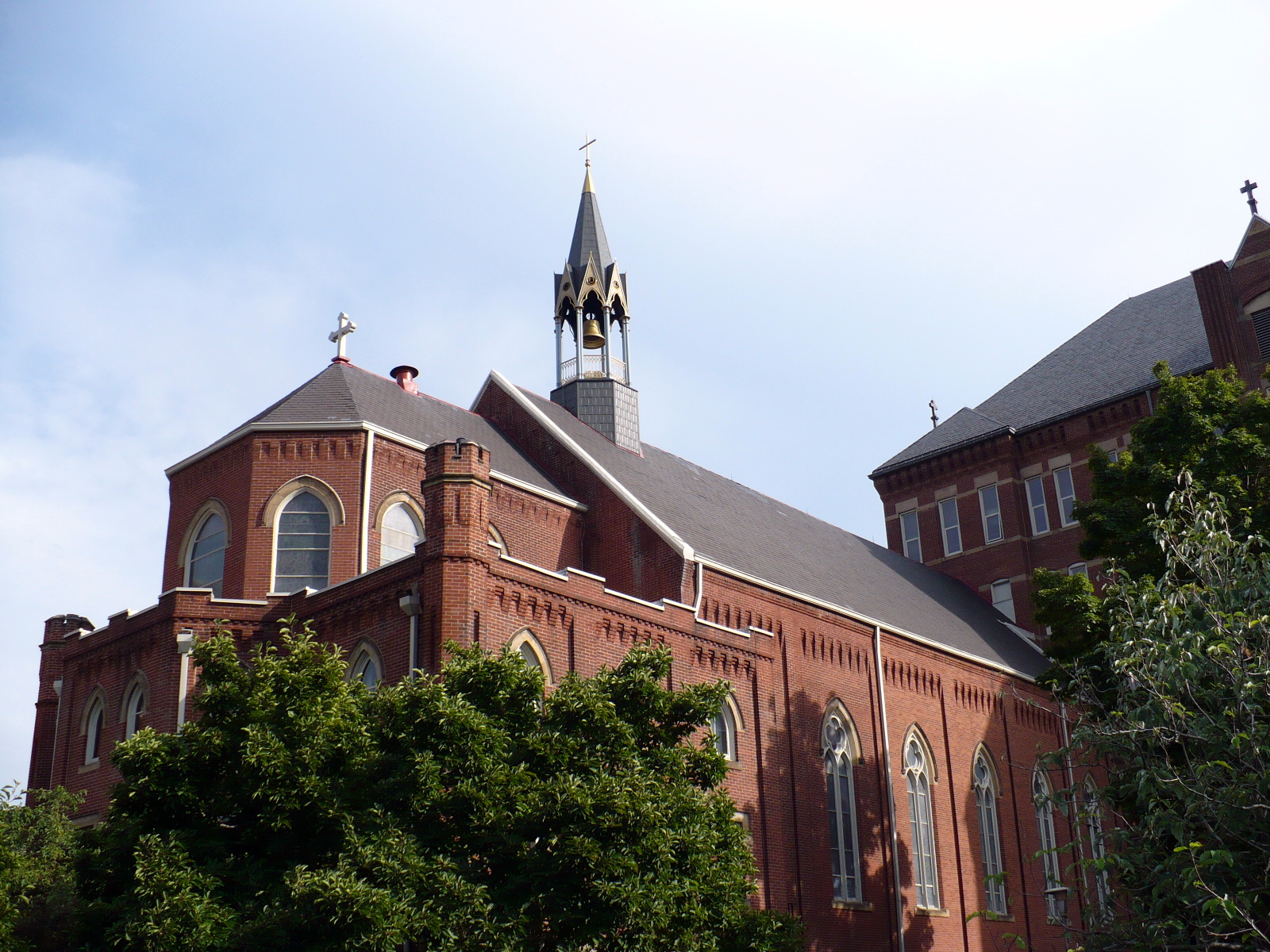
تقع كنيسة جامعة دوكويسن بجوار مبنى الإدارة "أولد ماين".

تأسست كلية بيتسبرغ الكاثوليكية للروح القدس في 1 أكتوبر 1878 من قبل الأب. جوزيف ستروب وآباء الروح القدس، الذين طردوا من ألمانيا خلال كتاب أوتو فون بسمارك الصراع الثقافي في القرن التاسع عشر قبل ست سنوات. عندما تأسست الكلية، كان بها ستة أعضاء هيئة تدريس و 40 طالبًا. حصلت الكلية على ميثاق الولاية في عام 1882. حضر الطلاب دروسًا في مساحة مستأجرة فوق مخبز في شارع ويلي في وسط مدينة بيتسبرغ. أسس دوكويسن نفسه في موقعه الحالي على بلاف وقام ببناء الطوب الأحمر الأصلي المكون من خمسة طوابق «أولد ماين» في عام 1885. في ذلك الوقت، كانت أعلى نقطة في أفق مدينة بيتسبرغ.
في 27 مايو 1911، تحت قيادة الأب. مارتن ههير، أصبحت الكلية أول مؤسسة كاثوليكية للتعليم العالي في ولاية بنسلفانيا لتصبح جامعة. تم تغيير اسمها لاحقًا إلى جامعة دوكويسن أوف ذا هولي جوست، على اسم أنجي دوكويسن دي مينيفيل، ماركيز دو كوينز، الحاكم الفرنسي لفرنسا الجديدة الذي جلب الاحتفالات الكاثوليكية لأول مرة إلى منطقة بيتسبرغ. شهد عام 1913 تسجيل الجامعة لأول امرأة تخرجت، وهي الأخت م. فيدس من راهبات الرحمة. في عام 1914 تم إنشاء المدرسة العليا.
كانت عشرينيات القرن الماضي فترة توسع للجامعة النامية. نما الحرم الجامعي ليشمل أول مبنى أكاديمي فردي الغرض، قاعة كانفين، بالإضافة إلى صالة للألعاب الرياضية ومحطة تدفئة مركزية. من الناحية المؤسسية، نمت المدرسة لتشمل مدرسة الصيدلة في عام 1925، ومدرسة الموسيقى عام 1926، ومدرسة التربية في عام 1929. ومع ذلك، جاءت الأوقات الصعبة مع انهيار وول ستريت عام 1929. كان لابد من وضع خطط التوسع على الرف.
الأب المحبوب خلف ههير عام 1931 الأب. جي جي كالاهان. لم يكن كالاهان قادرًا على الإشراف مثل الأب الأول. شهدت فترة ولايته أن الجامعة أضافت العديد من البرامج الجديدة، مدرسة قصيرة العمر للعاطلين، وفي عام 1937، مدرسة التمريض. ازدهرت البرامج الرياضية بالجامعة أيضًا خلال حقبة الكساد، مع حدوث بعض أعظم الانتصارات لفريقي كرة السلة وكرة القدم في تلك الفترة الزمنية - كانت هزيمة بيت كرة القدم 6-0 في عام 1936 نقطة عالية من الوفرة الطلابية. تم الانتهاء من إنشاء مكتبة جامعية في عام 1940.
مرت بعض أحلك سنوات تاريخ الجامعة خلال الحرب العالمية الثانية، عندما قاد الجامعة الشاب الأب. ريمون كيرك. انخفض معدل الالتحاق بالمدرسة، الذي كان 3100 في عام 1940، إلى أدنى مستوى له على الإطلاق في صيف عام 1944، حيث التحق بألف طالب فقط. انهارت صحة كيرك تحت ضغط قيادة المدرسة خلال هذه الصراعات، وأعفيه الأب. فرانسيس ب. سميث في عام 1946. بعد الحرب، واجهت المدرسة موجة من قدامى المحاربين الذين يسعون للحصول على التعليم العالي. على عكس سنوات الحرب العجاف، بلغ عدد المسجلين في عام 1949 ذروته عند 5500، وأصبح الفضاء مشكلة. الاب. استفاد سميث من قانون لانهام، الذي سمح له بالحصول على ثلاثة مبانٍ من نوع الثكنات من فائض الجيش. تم توسيع مناهج العلوم، وشهدت كلية إدارة الأعمال ارتفاع عدد الملتحقين بها إلى أكثر من ألفي طالب. خلال هذا الوقت أيضًا، تم تنفيذ مشروع تجميل الحرم الجامعي وتم تأسيس أول محطة إذاعية جامعية في بيتسبرغ.
تم اقتراح خطة طموحة لتوسيع الحرم الجامعي من قبل الأب. فيرنون إف غالاغر عام 1952. تم افتتاح قاعة الافتراض (بالإنجليزية: Assumption Hall)‏، وهو أول سكن للطلاب، في عام 1954، وتم تخصيص روكويل هول (بالإنجليزية: Rockwell Hall)‏ في نوفمبر 1958، ويضم كليات إدارة الأعمال والقانون. كان ذلك في عهد الأب. هنري ج. ماكانولتي أن الأب. تم تنفيذ خطط غالاغر الطموحة. بين عامي 1959 و1980، قامت الجامعة بتجديد أو تشييد العديد من المباني لتشكيل البنية التحتية الأكاديمية للحرم الجامعي. من بينها كوليج هول، ومدرسة الموسيقى والمكتبة، بالإضافة إلى اتحاد الطلاب الجديد وميلون هول، إلى جانب أربعة مهاجع أخرى. على الرغم من أن الأب. شهدت سنوات ماك أنيلتي كرئيس توسعًا هائلاً، حيث كادت الأزمة المالية في عام 1970 أن أجبرت على إغلاق الجامعة. غير أن الطلاب احتشدوا من أجل القضية، وحددوا هدفًا يتمثل في جمع مليون دولار لـ «أنقذوا جامعة دوكويسن». شارك الطلاب في جمع التبرعات من الباب إلى الباب وجمعوا ما يقرب من 600000 دولار، وهو ما يكفي لإبقاء دوكويسن واقفة على قدميها حتى نهاية الأزمة في عام 1973. كان أيضا خلال فترة ماكنولتي كرئيسة، لعبت جامعة دوكين دورًا مهمًا في تشكيل التجديد الكاريزماتي الكاثوليكي، والذي ترجع جذوره إلى اعتكاف العديد من أعضاء هيئة التدريس والطلاب في فبراير 1967.
ماك أنيلتي وخلفه الأب دونالد س شهدت فترة ولاية نيستي في الثمانينيات من القرن الماضي بدء البناء في مركز آي جي بالومبو، الذي تم تخصيصه في عام 1988، بالإضافة إلى توسيع كلية الحقوق. تحت رئاسة الدكتور جون إي موراي الابن، أول رئيس عادي للجامعة، تطورت الجامعة إلى شكلها المؤسسي والمادي الحديث. بين عامي 1988 و2001، افتتحت الجامعة أولى مدارسها الجديدة منذ 50 عامًا، بما في ذلك مدرسة رانجوس للعلوم الصحية، وكلية باير للعلوم الطبيعية والبيئية، وكلية القيادة والتقدم المهني. تواصل جامعة دوكويسن التوسع من خلال استكمال مركز الطاقة، وهو مشروع تطوير متعدد الاستخدامات في شارع فوربس، وقاعة إقامة جديدة، تم الانتهاء منها في عام 2012. تخطط الجامعة لإنشاء كلية طب تقويم العظام التي ستقبل فصلها الأول في فصل الخريف لعام 2023.

## الشارة والتقاليد

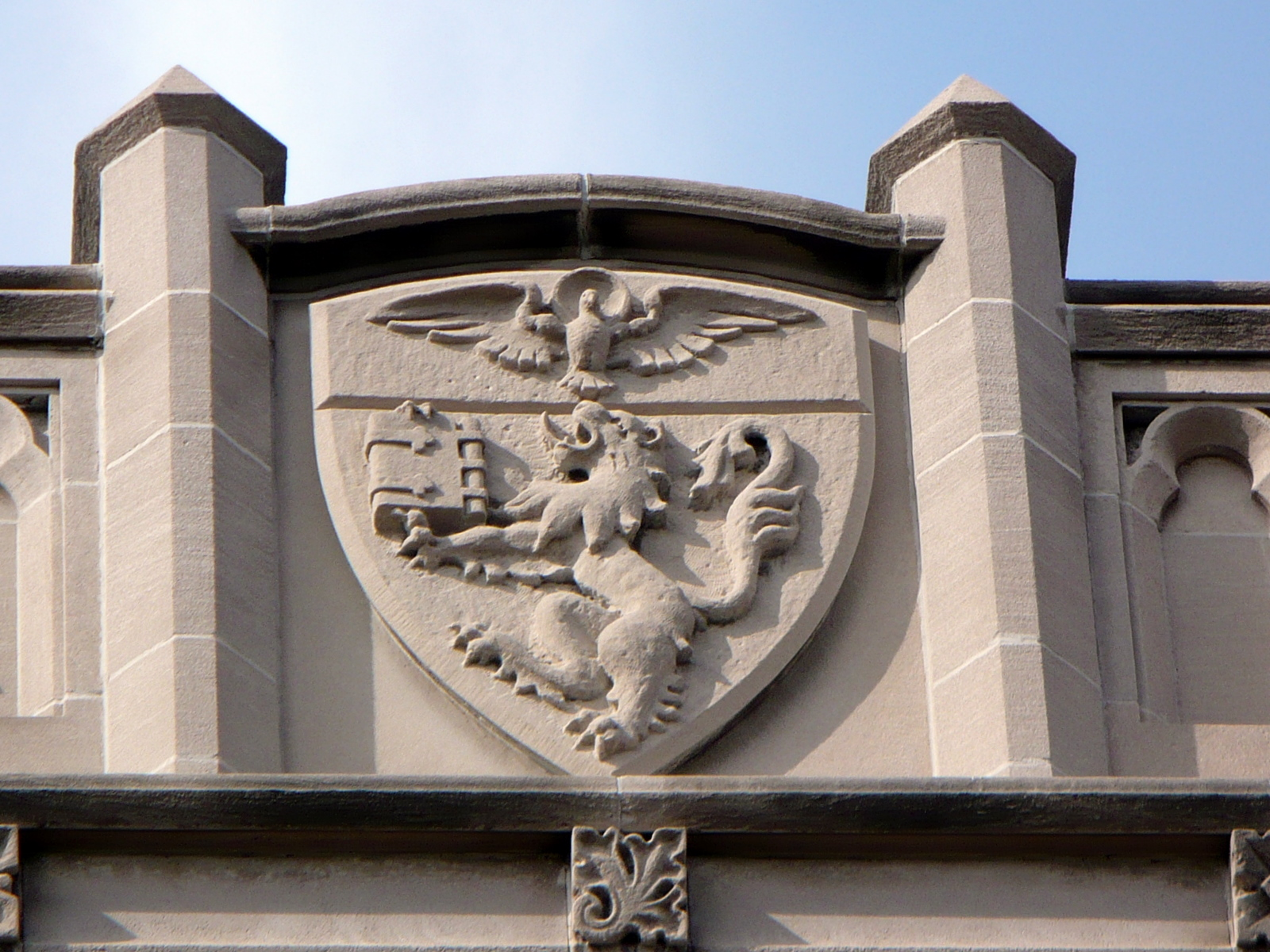
شعار جامعة دوكين منحوت بنقش بارز فوق قاعة كانفين.

### الختم وشعار النبالة
تم تعديل شعار جامعة دوكين من عائلة ماركيز دو كويسن التي تحمل الاسم نفسه. تمت إضافة كتاب أحمر لتكييف ذراعي حاكم فرنسي مع ذراعي جامعة. تم تصميم شعار النبالة من قبل أب وخريج سبيريتان، الأب جون إف مالوي. ثم تم فحصهم ومراجعتهم جزئياً من قبل بيير دي تشينيون لا روز، وهو فنان بارز في علم الشعارات الكنسية في ذلك الوقت. اعتمد التصميم في وقت مبكر في عام 1923 واستخدمت لأول مرة منحوتة في تخفيف عبء ارتفاع فوق قاعة كانفين، ثم قيد الإنشاء. كانت المرة الأولى التي تم فيها دمج الأسلحة في ختم الجامعة في برنامج بدء عام 1926.
ورسميا اشعار النبالة من الأسلحة على النحو التالي: الفضي، أسد السمور المسلحة وليجيد غوليس يحمل كتابا من نفس فوز أو. على مجموعة رئيسية لكل لون أزرق سماوي شاحب والثالث، تظهر حمامة من الأول، مغطاة بالرابع، شعار الروح هو الذي يعطي الحياة (بالفرنسية: Spiritus est qui vivificat.)‏

### ألما ماتر
قام الخريج جوزيف كارل بريل، الصف عام 1888، بتأليف الموسيقى أيضًا لجامعة دوكيسن الأم. كتب الأب جون إف مالوي، الذي صمم أيضًا شعار الجامعة، كلمات الأغاني. كان أول أداء للأغنية في أكتوبر 1920. وهذه ترجمة حرفيّة لها:
ألما ماتر، دوكين العجوز، دليل وصديق أيام شبابنا.
نحن وأبناؤك وبناتك جميعاً، ترفع أصواتنا المخلصة.
الساعات التي أمضيناها في ركبة والدتك وشربنا من مخزن الحكمة
يجب أن تكون عزيزًا في الذاكرة، نحن نجوب العالم بأسره.
ثم إلى الأمام، عزيزتي ألما ماتر، فقلوبنا حكم منقطع النظير.
فصاعدا من أي وقت مضى، ألما ماتر القديمة! تحية طيبة لك، دوكين!

### الدرجة الأولى
تم اعتماد حلقة فصل جامعة دوكين لأول مرة في عشرينيات القرن الماضي، وهو نفس العقد الذي تم فيه استخدام الختم والجامعة. تمت الموافقة على التجسد الأول من قبل لجنة طلابية عام 1925، وكان «حجرًا مثمنًا أزرق غامق مثبتًا في مكانه بأربعة شوكات أركان». بعد ذلك بعامين، استبدلت لجنة طلابية أخرى الحجر الأزرق بياقوت صناعي. استمر تصميم الحلقة في التطور حتى عام 1936، حيث تم استبدال الشوكات بإطار معدني مستمر. ورافقت كلمات «دوكين» و «جامعة» و «بيتسبرغ» سنة التخرج حول الجوانب الأربعة للإطار، وزُخرف السيقان على الجانبين بزخرفة مقتبسة من شعار الجامعة. في الأصل كان خيارًا، أصبح الحرف الأول من الذهب القوطي المنقوش "D" قياسيًا في أواخر الثلاثينيات. يشير موقع دوكويسن إلى أن «الحجر الأولي الذهبي الكبير الحجم والشكل الثماني يجعل حلقة دوكويسن تبرز من تلك الموجودة في الكليات والجامعات الأخرى.» 

## الحرم الجامعي

### الحرم الرئيسي

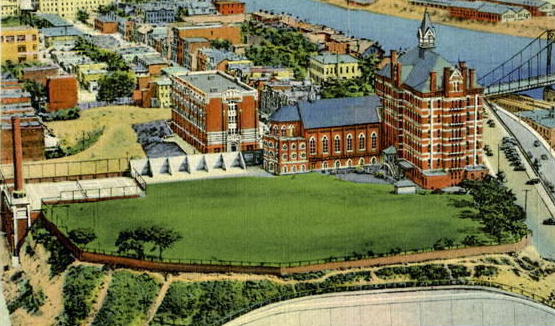
تُظهر صورة بطاقة بريدية قديمة لحرم جامعة دوكويسن المبنى الرئيسي القديم وكنيسة الجامعة وقاعة كانفين.

تضاعف حجم جامعة دوكين أكثر من ثلاثة أضعاف من بدايتها 12.5 أكر (51,000 م2) موقع على بوديز هول حتى 49 أكر (200,000 م2) من الحرم الجامعي الرئيسي في حي أبتاون في بيتسبرغ. من بين 31 مبنى يتألف منها الحرم الجامعي في بلاف، [ بحاجة لمصدر ] العديد من الإنشاءات أو التجديدات الحديثة، بما في ذلك مرفق العلوم الصحية (قاعة رانجوس)، واثنين من استوديوهات التسجيل، وموقفين للسيارات، ومركز ترفيهي متعدد الأغراض (مركز الطاقة)، ومجمع المسرح والفصول الدراسية (قاعة باير).
كان المبنى الإداري «الرئيسي القديم» أول مبنى يتم تشييده في الحرم الجامعي. لا يزال الهيكل القوطي الفيكتوري يستخدم لإيواء المكاتب الإدارية للجامعة. تم بناء قاعة كانفين، التي سميت على اسم أسقف بيتسبرغ ريجيس كانفين، في عام 1922 وهي أقدم مبنى للفصول الدراسية في الحرم الجامعي. تم تجديده سنة 1968 ومرة أخرى سنة 2009. يقع هذان المبنيان، بالإضافة إلى بايير هول، وقاعة ريتشارد كينج ميلون للعلوم (بالإنجليزية: Richard King Mellon Hall of Science)‏ التي صممها لودفيغ ميس فان دير روه والعمارة الفكتوريّة لافال هاوس، في الطرف الغربي من أكاديميك والك، وهو طريق يوفر وصول المشاة فقط إلى معظم الحرم الجامعي، بما في ذلك اتحاد الطلاب. يعتبر الاتحاد، الذي يضم غرف اجتماعات وثلاثة مرافق لتناول الطعام، وستاربكس، وفرعًا للمكتب الوطني الفلسطيني، ومركزًا ترفيهيًا، ومعرضًا فنيًا، مركز الحياة الجامعية والأنشطة الطلابية. تقع مكتبة جومبريغ على الجانب الشمالي من الحرم الجامعي، وهي عبارة عن مبنى من خمسة طوابق تم افتتاحه في عام 1978 ويضم مجموعات مطبوعة وإلكترونية واسعة النطاق.

#### توسعة فوربس والتجمع الخامس
أحدث بناء للحرم الجامعي هو مركز الطاقة، الذي سمي على شرف الأب ويليام باتريك باور، أول رئيس للجامعة. مرفق الترفيه متعدد الأغراض في شارع فوربس بين ميدان تشاتام وشارع ماجي، على الجانب الآخر من مدخل شارع فوربس بالجامعة، يضيف إلى مرافق اللياقة البدنية للطلاب في الحرم الجامعي. تشمل المساحات الأخرى مكتبة بارنرز نوبل التي تحتوي على مقهى ستاربكس وفريشنز ومطعم ريد رينغ ومركز مؤتمرات وقاعة رقص. 125,000 قدم مربع (11,600 م2) تم الانتهاء من المبنى في أوائل يناير 2008، وهي المرحلة الأولى من التطوير الذي يهدف إلى خدمة مجتمع الحرم الجامعي والحي المحيط به. في أكتوبر 2010، أعلنت الجامعة عن شراء الطابق الثامن، 100,000 قدم مربع (9,300 م2) المبنى في 600 فيفث أفينيو من جامعة روبرت موريس، التي كانت مركز بيتسبرغ. ويضيف هذا 87 فصلاً دراسيًا إضافيًا و 1100 مقعدًا ومرافق موسيقية جديدة. تخطط دوكويسن للاستفادة من هذا المبنى للسماح بمزيد من التوسع في برامج الدراسات العليا حيث تضاعفت التطبيقات منذ عام 2005. تمتلك دوكويسن أيضًا أربعة مبانٍ أخرى على طول الجادة الخامسة على الحدود مع باينتس أرينا حيث تلعب الجامعة الآن بعض ألعاب كرة السلة المحلية. أعلنت الجامعة عن خطط في 1 أغسطس 2019 لبناء مبنى من 80.000 إلى 100.000 قدم مربع على طول شارع فوربس لإيواء كلية الطب الجديدة لتقويم العظام. انتقلت إن بي آر ومحطة الجاز المملوكة للجامعة إلى مكاتب في مبنى Cooper واستوديوهات في كليمنت هول.

### حرم منطقة العاصمة
حتى عام 2009، امتدت جامعة دوكويسن لمدرسة القيادة والتقدم المهني في وورمليسبيرغ. كانت الفصول متاحة أيضًا في فورت إنديانا تاون جاب.

### الحرم الإيطالي
منذ عام 2001، قدمت دوكويسن برنامج الحرم الجامعي الإيطالي. يقع المرفق، وهو جزء من أراضي واسعة تملكها وتديرها راهبات العائلة المقدسة في الناصرة، غرب وسط مدينة روما وخارج مدينة الفاتيكان. تصف المواد الجامعية الحرم الجامعي بأنه «ملكية مسورة تضم حدائق جميلة وممرات، [بها] فصول دراسية، ومرافق كمبيوتر (بما في ذلك الإنترنت)، ومكتبة صغيرة، وقاعة طعام، ومناطق ترفيهية، وأماكن معيشة حديثة كاملة مع حمامات في كل غرفة مزدوجة.»
يشمل المنهج في الحرم الجامعي الإيطالي التاريخ، وتاريخ الفن، واللغة الإيطالية، والفلسفة، واللاهوت، وعلم الاجتماع والاقتصاد، بما يتناسب مع البيئة التاريخية والثقافية لروما. أعضاء هيئة التدريس في البرنامج، المكونة إلى حد كبير من الأساتذة الزائرين والباحثين المقيمين، يكملها عدد قليل من الأساتذة المتميزين من الحرم الجامعي الأصلي.

## الأكاديميون والتصنيفات
حسب تصنيف يو إس نيوز آند وورلد ريبورت

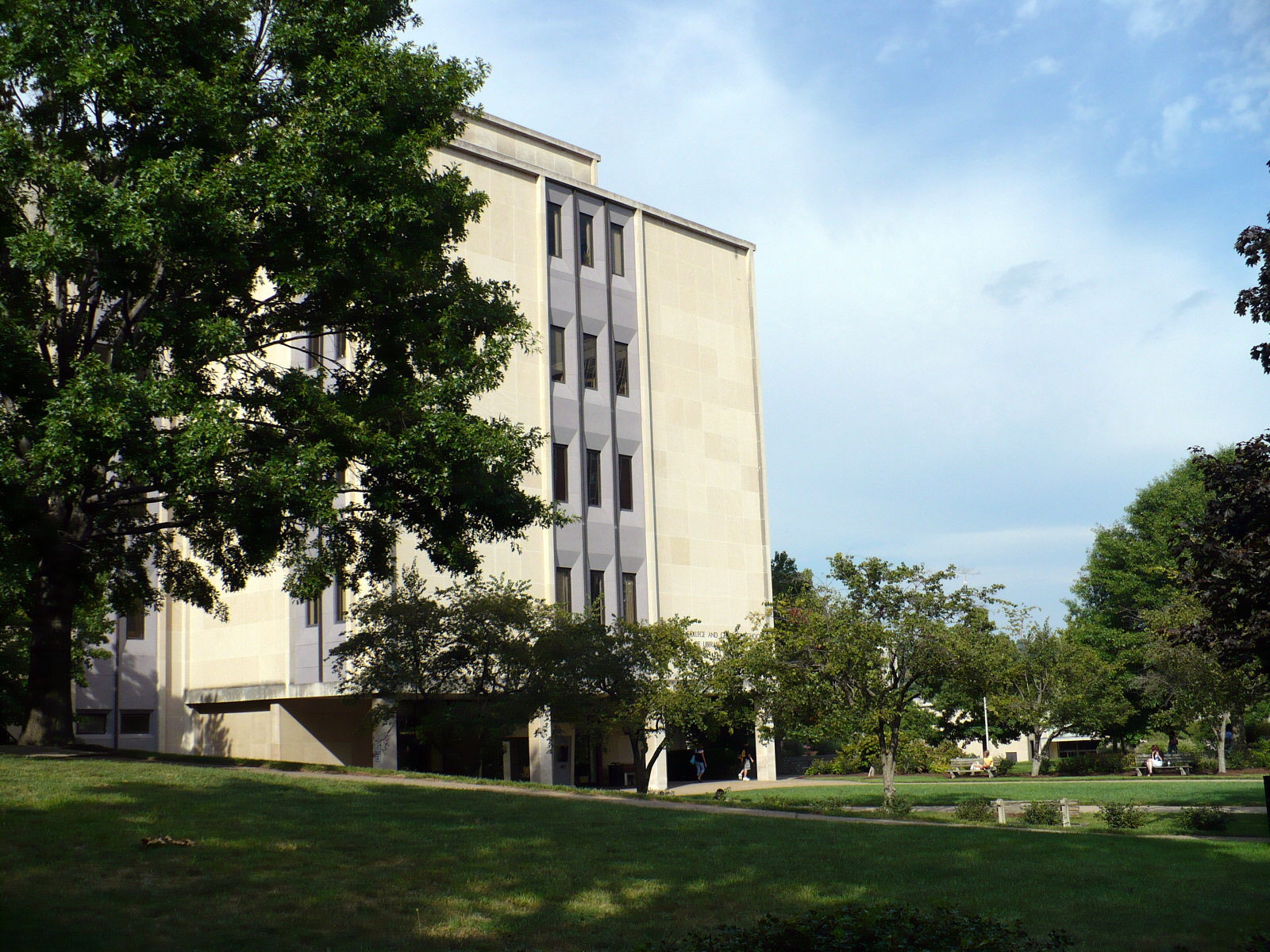
تقع كلية McAnulty وكلية الدراسات العليا للفنون الليبرالية على حدود ممشى Duquesne الأكاديمي.

يبلغ إجمالي عدد الطلاب المسجلين في دوكويسن 9344 طالبًا جامعيًا وطلاب دراسات عليا. نمت الجامعة لتشمل تسع مدارس ومؤسسات أخرى، تقدم برامج للحصول على درجات علمية في البكالوريا، ومستويات مهنية، وماجستير ودكتوراه في 189 برنامجًا أكاديميًا. إنها مؤسسة سبيريتان الوحيدة للتعليم العالي في العالم، وتستضيف طلابًا دوليين من أكثر من ثمانين دولة مختلفة. تشمل المؤسسات التالية، جنبًا إلى جنب مع تواريخ تأسيسها، جامعة دوكويسن:
- كلية ماك أنيلتي وكلية الدراسات العليا للفنون الليبرالية (1878)
- مدرسة باير للعلوم الطبيعية والبيئية (انفصلت رسميًا عن كلية الآداب والعلوم عام 1994)
- مدرسة دوكويسن للقانون (1911)
- مدرسة آي جي بالومبو لإدارة الأعمال (1913)
- كلية الصيدلة (1925)
- مدرسة ماري بابيرت للموسيقى (1926)
- مدرسة التربية (1929)
- مدرسة التمريض (1937)
- كلية رانجوس للعلوم الصحية (1990)

## الحياة الطلابية

### الحياة السكنية

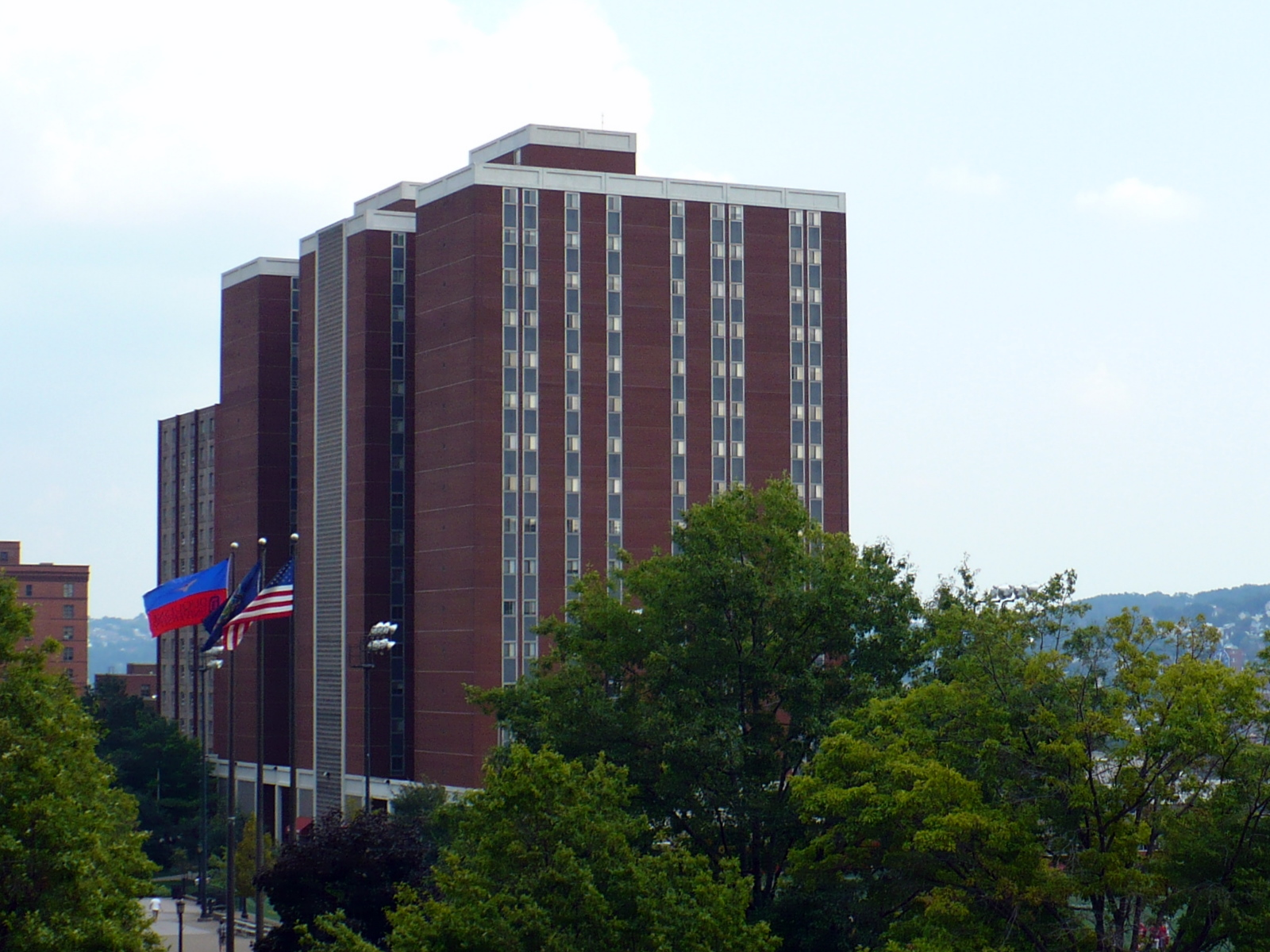
يضم مبنى دوسكوين 1200 طالب

يعيش أكثر من 3600 طالب في جامعة دوكويسن في خمس قاعات سكنية ومجمع سكني واحد. كانت قاعة الافتراض، التي تم بناؤها في الخمسينيات من القرن الماضي، أول قاعة سكنية في حرم جامعة دوكويسن، ويمكن أن تستوعب 300 ساكن. تشمل مهاجع الطلاب الجدد قاعة سانت آن وقاعة سانت مارتن، التي تم افتتاحها في الستينيات. أكبر صالة نوم مشتركة هي أبراج دوسكوين (بالإنجليزية: Duquesne Towers)‏، والتي تضمُّ 1200 طالب، بما في ذلك المنظمات اليونانية. تشمل المرافق الأخرى فيكوري هال، التي تم بناؤها في عام 1997، وبروتيير هال، الذي كان سابقًا مجمعًا سكنيًا قبل شرائه من قبل الجامعة في عام 2004.
في 10 مارس 2010 أعلنت الجامعة عن خطط لبناء دار سكن جديدة. تم توضيح الحاجة إلى مبنى سكني جديد في بيان صحفي على أنه نتيجة «معدلات الاستبقاء أعلى بكثير من المعدلات الوطنية والرغبة التي أعرب عنها الطلاب في البقاء في الحرم الجامعي خلال سنواتهم الأولى والعليا». تم تشييد القاعة الجديدة في الموقع السابق لديس بلاس هال، وهو مبنى أكاديمي سمي على اسم كلود بولار دي بليس، مؤسس جماعة سبيريتان. احتفظت القاعة باسمها وافتتحت لفصل خريف 2012.

### مجموعات الطلاب
تستضيف جامعة دوكويسن أكثر من 150 منظمة طلابية، بما في ذلك 19 جمعية أخوية وطالبات. تشمل المنظمات الإعلامية محطة إذاعية للطلاب راديو طالب دوكين (يُعرف اختصارًا بـ WDSR واسمهُ الرسمي Duquesne Student Radio). تأسَّست في عام 1984، وهي تبث فقط من خلال تدفق الصوت عبر الإنترنت. تشمل المنظمات الإعلامية الطلابية الأخرى صحيفة الحرم الجامعي دوكويسن ديوك وليسبريت دو داك، الكتاب السنوي للجامعة. تستضيف دوكويسن أيضًا جمعية حكومية للطلاب، ومجلس برامج يديره الطلاب، ومجلسًا للركاب، وممثلًا لجمعية قاعة الإقامة، ومجلس بين الأخوة، ومجلس بانهلينيك، وفرسان كولومبوس، والعديد من جمعيات الشرف الإدارية.

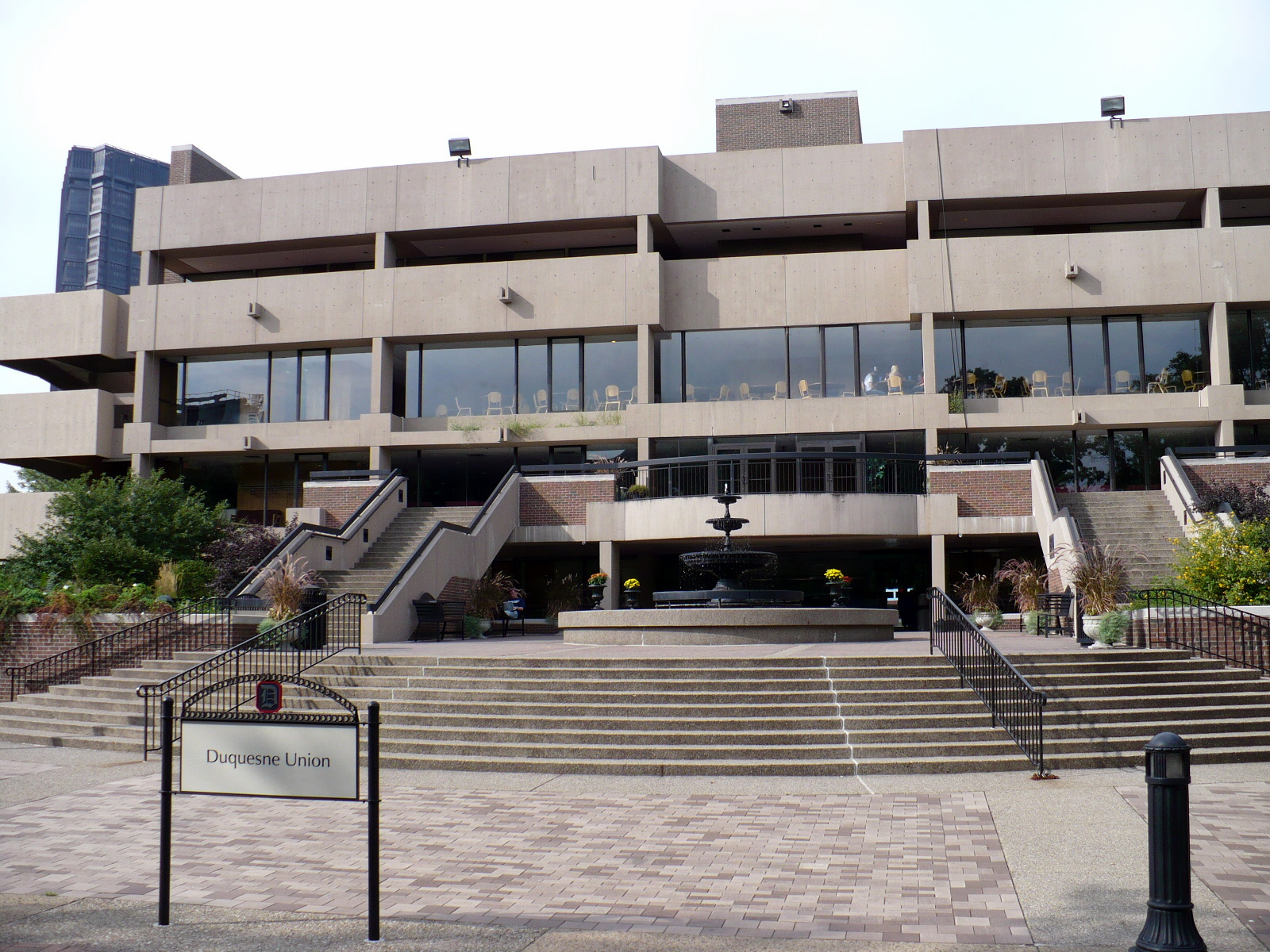
يعد اتحاد طلاب دوكويسن موطنًا لمكاتب الحياة الطلابية وقاعة رقص ومرافق لتناول الطعام وستاربكس.

### الحياة اليونانية
تشمل الأخويات في الحرم الجامعي ألفا دلتا وألفا في داتا ودلتا تشي ودلتا سيجما في وجاما في (أخوية محلية تشكلت في دوسكوين في عام 1916) ولوتا في ثيتا وفي كابا ثيتا وسيجما ألفا إبسيلون وسيجما نو وسيجما تاو جاما ووتاو كابا إبسيلون. تشمل الجمعيات النسائية ألفا جاما ديلتا وألفا أوميكرون في وألفا في وألفا سيجما تاو ودلتا زيتا وحاما في بيتا وسيجما كابا وزيتا تاو ألفا. تحتوي معظم فصول دوسوكوين على أجنحة أو أجنحة في الحرم الجامعي، في مبنى أبراج دوسوكوين، على الرغم من وجود بعض الفصول في الحرم الجامعي التي لم يتم إيواءها.

### فن الأداء
دوسوكوين هي موطن تامبوريانز، وهي الشركة الأطول تشغيلًا للأغاني والرقص متعددة الثقافات في الولايات المتحدة. تتميّز عروضهم بمجموعة من الفنانين الشعبيين الموهوبين الشباب المكرسين لأداء والحفاظ على الموسيقى والأغاني والرقصات في أوروبا الشرقية والثقافات الشعبية المجاورة. فنانو الأداء هم طلاب بدوام كامل يتلقون جوائز كبيرة من المنح الدراسية من الجامعة، مع مساعدة مالية إضافية مقدمة من صناديق المنح الدراسية تامبوريانز.
تستضيف مدرسة ماري بابيرت للموسيقى فنانين داخليين وضيوف على أساس منتظم. كما تقدم العديد من فرق مدارس الموسيقى أداءً في قاعة كارنيجي للموسيقى في أوكلاند. تشمل الفرق الموسيقية الأوركسترا السيمفونية (قائد الأوركسترا دانيال ماير)، وفرقة الرياح السيمفونية (قائد الأوركسترا روبرت كاميرون) وفرقة السيمفونية (قائد الأوركسترا روبرت كاميرون)، الفرقة المعاصرة (قائد الأوركسترا ديفيد كاتلر)، فرق الجاز (الموصلات شون جونز (عازف البوق) ومايك. تومارو) والعديد من مجموعات الغرف الأخرى. تشمل الفرق الصوتية ورشة الأوبرا (المخرجة ميغان ديوالد) وأصوات الروح (قائد الأوركسترا الدكتور كارون دالي) وكورال بابيرت للنساء والرجال. العروض منتظمة لكل فرقة، والجولات في الخارج شائعة بالنسبة للكثيرين.
تحتفظ الجامعة أيضًا بثلاث مجموعات مسرحية: الأقنعة الحُمر (بالإنجليزية: The Red Masquers)‏ وشركة المسرح الموسيقي سبوت لايت (بالإنجليزية: Spotlight Musical Theatre Company)‏ ولاعبي العصور الوسطى وعصر النهضة (بالإنجليزية: Medieval and Renaissance Players)‏. يقوم الأقنعة الحُمر سنويًا بأداء ثلاث مسرحيات رئيسية، واحدة بشكل عام واحدة كلاسيكية وواحدة حديثة وواحدة معاصرة. بالإضافة إلى ذلك، تؤدي المجموعة مجموعتين من المسرحيات ذات الفصل الواحد. «العرض الأول»، الذي يكتبه الطلاب، يتم تأديته في فصل الشتاء، بينما يتم اختيار وان آاكتس فور شاريتي (بالإنجليزية: One Acts for Charity)‏ في الربيع من أعمال الكتاب المسرحيين المحترفين. في السنوات الأخيرة، شاركت الشركة أيضًا في مشروع بيتسبرغ مونولوج. سبوت لايت هي شركة مسرحية موسيقية تنتج مسرحيتين موسيقيتين كاملتي برودواي كل عام. يقدم لاعبو عصر النهضة والعصور الوسطى للجماهير تجربة تاريخية في العصور الوسطى، حيث يؤديون مسرحيات دينية ومسرحيات أخلاقية ومهزلة من فترات العصور الوسطى وعصر النهضة الإنجليزية، ويعملون أحيانًا جنبًا إلى جنب مع الأقنعة الحُمر.

## ألعاب القوى
ودوكويسن الدوقات لعب اسكواش كرة القدم والرجال وكرة السلة والبولينج والرجل والمرأة المرأة المرأة عبر البلاد، والرجال والنساء لكرة القدم، والسباحة النسائية والغوص، والرجال والنساء للتنس، والرجال والنساء في الهواء الطلق المسار والحقل، وتتبع داخلي المرأة والميدان، لاكروس سيدات، تجديف سيدات، وكرة طائرة سيدات على مستوى القسم الأول من الرابطة الوطنية لألعاب القوى (NCAA) وفي مؤتمر الأطلسي العاشر  أو المؤتمر الشمالي الشرقي (كرة القدم والبولينج). في السنوات الأخيرة، كانت دوسوكوين فوتبول عضوًا في القسم الأول من مؤتمر مترو أتلانتيك الرياضي (بالإنجليزية: NCAA Division I Metro Atlantic Athletic Conference)‏. لدى دوكويسن فريقان لهوكي الجليد يلعبان هوكي كأعضاء في كوليج هوكي ميد-أمريكا (القسم 1) وكوليج هوكي إيست (القسم 3). أغنية القتال لدوسوكين هي «أغنية النصر (الأحمر والأزرق).»

## الاستدامة
كانت دوكويسن أول جامعة في ولاية بنسلفانيا تحصل على جائزة نجمة الطاقة والحرارة المجمعة من وكالة حماية البيئة عن توربينات الغاز الطبيعي الموجودة في الحرم الجامعي. تستخدم دوسوكين أيضًا نظام تبريد جليدي مبتكرًا يبرد المباني ويقلل من ذروة الطلب على الطاقة. كما حصل مركز الطاقة الجديد التابع لشركة دوسوكين على تصنيف الريادة في تصميمات الطاقة والبيئة الفضي. علاوة على ذلك، يقدم مركز دوسوكين للأبحاث البيئية والتعليم (CERE) درجات البكالوريوس والدراسات العليا في العلوم البيئية والإدارة. تم تقييم دوسوكين بواسطة بطاقة تقرير استدامة الكلية لعامي 2009 وڜ2010.

### ممارسات الأعمال المستدامة
تقدم مدرسة بوليمبو-دوناهو للأعمال التجارية ممارسات الأعمال المستدامة بدوام كامل. يدمج ماجستير إدارة الأعمال المستدامة هذا الدورات الدراسية والمشاريع الاستشارية الموجهة نحو الاستدامة في المناهج الدراسية. حصل هذا البرنامج على تقدير كبير منذ إطلاقه. في عام 2008، حصل البرنامج على جائزة بايج برايز (بالإنجليزية: Page Prize)‏ للتميّز في تعليم استدامة الأعمال. في عام 2018، حصل الدكتور روبرت صروف على جائزة «أفكار تستحق التدريس» من معهد آسبن، والتي تكرم الأساتذة والفصول التي تعيد تعريف تعليم وممارسة الأعمال التجارية. في عام 2020، تم الاعتراف بالبرنامج باعتباره أعلى ماجستير في إدارة الأعمال يركز على الاستدامة في الولايات المتحدة ورابع أفضل برنامج في العالم من قبل مجلة كوروبوريت نايتس (بالإنجليزية: Corporate Knights)‏.

## انتقادات
مثل العديد من الجامعات الأمريكية، واجهت جامعة دوكويسن انتقادات لما تم وصفه بأنه معاملة التوظيف والفصل من الأكاديميين الذين ليسوا على المسار الصحيح. اشتكى أعضاء هيئة التدريس المساعدون من أنهم يتقاضون ما يقرب من 12000 دولار سنويًا مقابل العمل بدوام كامل دون الحق في تلقي أو شراء مزايا أو رعاية صحية، مع خطر إنهاء عملهم المتوقع بإخطار أقل من أسبوعين. بعد القلق من أن أي شكاوى للمسؤولين يمكن أن تؤدي إلى فصل أساتذة مساعدين، سعى أعضاء هيئة التدريس المساعدون إلى الاتحاد من خلال الانضمام إلى اتحاد عمال الصلب المتحدة. تم توجيه انتقادات خاصة للجامعة بعد وفاة مارجريت ماري فويتكو، وهي مساعدة تم طردها من قبل شرطة الحرم الجامعي من مكتبها، حيث كانت نائمة لأنها لا تستطيع تحمل تدفئة منزلها أثناء دفع تكاليف العلاج الكيميائي. في عقد لم يدفع مقابل التأمين، تم تخفيض أجرها مؤخرًا بنحو الثلث.
قاومت الجامعة محاولات أعضاء هيئة التدريس المساعدين للانضمام إلى النقابات، بحجة أن أعضاء هيئة التدريس بها معفيين من حقوق الموظفين نظرًا لوضعها كمؤسسة دينية. اقترح رئيس الجامعة السابق تشارلز دوجيرتي أن النقابات «يمكن أن تؤدي إلى التنازل عن هويتنا الكاثوليكية والروحية أو فقدانها».

## خريجون متميّزون
يوجد في دوكويسن أكثر من 93000 خريج حي، وتفيد كلية الحقوق بأن ما يقرب من 30 بالمائة من المحامين الممارسين في غرب بنسلفانيا هم من خريجي دوكويسن. لدى دوكويسن العديد من الخريجين في مجالات الإعلام والرياضة. ومن هؤلاء جون كلايتون، كاتب ومراسل في ESPN ؛ الممثل توم اتكينز. وتيري ماكجفرن، الممثل التلفزيوني، والشخصية الإذاعية، وأخصائي الصوت، والمدرب بالوكالة. حضر المخرج الألماني فيرنر هيرزوغ دوكويسن، لكنه لم يتخرج. الشخصيات الرياضية لي بودن، تشيب جاناسي، مايك جيمس، قاعة مشاهير البيسبول كمبرلاند بوسي، وتشاك كوبر، أول لاعب كرة سلة أمريكي من أصل أفريقي تتم صياغته في الدوري الأمريكي للمحترفين، تخرجوا جميعًا من دوكويسن، كما فعل كل من المؤسس ورفاقه. نجل المالك الرئيسي لبيتسبرغ ستيلرز، آرت ودان روني. المغني بوبي فينتون، إبريق MLB جو بيميل، وملحن الفرقة الكبيرة سامي نيستيكو هم أيضًا من الخريجين. لعب نورم نيكسون، الذي يحمل الرقم القياسي المسجل في كل وقت تمريرة حاسمة لفريق دوكيسن ديوكس، مع فريق لوس أنجلوس ليكرز. قضى حارس فيلادلفيا 76ers تي جيه ماكونيل عامين يلعب مع الدوقات، ومفتا إسماعيل وزير المالية الفيدرالي والعائدات في باكستان هو أيضًا خريج.
تخرج دوكويسن من ثلاثة على الأقل واثنان من الكرادلة في الكنيسة الرومانية الكاثوليكية، بمن فيهم الأساقفة ديفيد زوبيك، وهو التيار العادي لأبرشية الروم الكاثوليك في بيتسبرغ. فنسنت ليونارد وديفيد بونار، أسقف أبرشية يونغستاون للروم الكاثوليك والكاردينالات دانيال ديناردو وآدم مايدا. من الشخصيات السياسية دونالد أ. بيلي، والأب جيمس كوكس، والمدير السابق لوكالة المخابرات المركزية العامة مايكل ف.هايدن، والنائب السابق لحاكم ولاية بنسلفانيا كاثرين بيكر نول، وممثل الولايات المتحدة من ولاية بنسلفانيا بود شوستر، وسفيرا الولايات المتحدة توماس باتريك ميلادي ودان روني. دوكويسن لديه العديد من الخريجين في العلوم بما في ذلك جورج ديلاهونتي.